# Malovaný dům

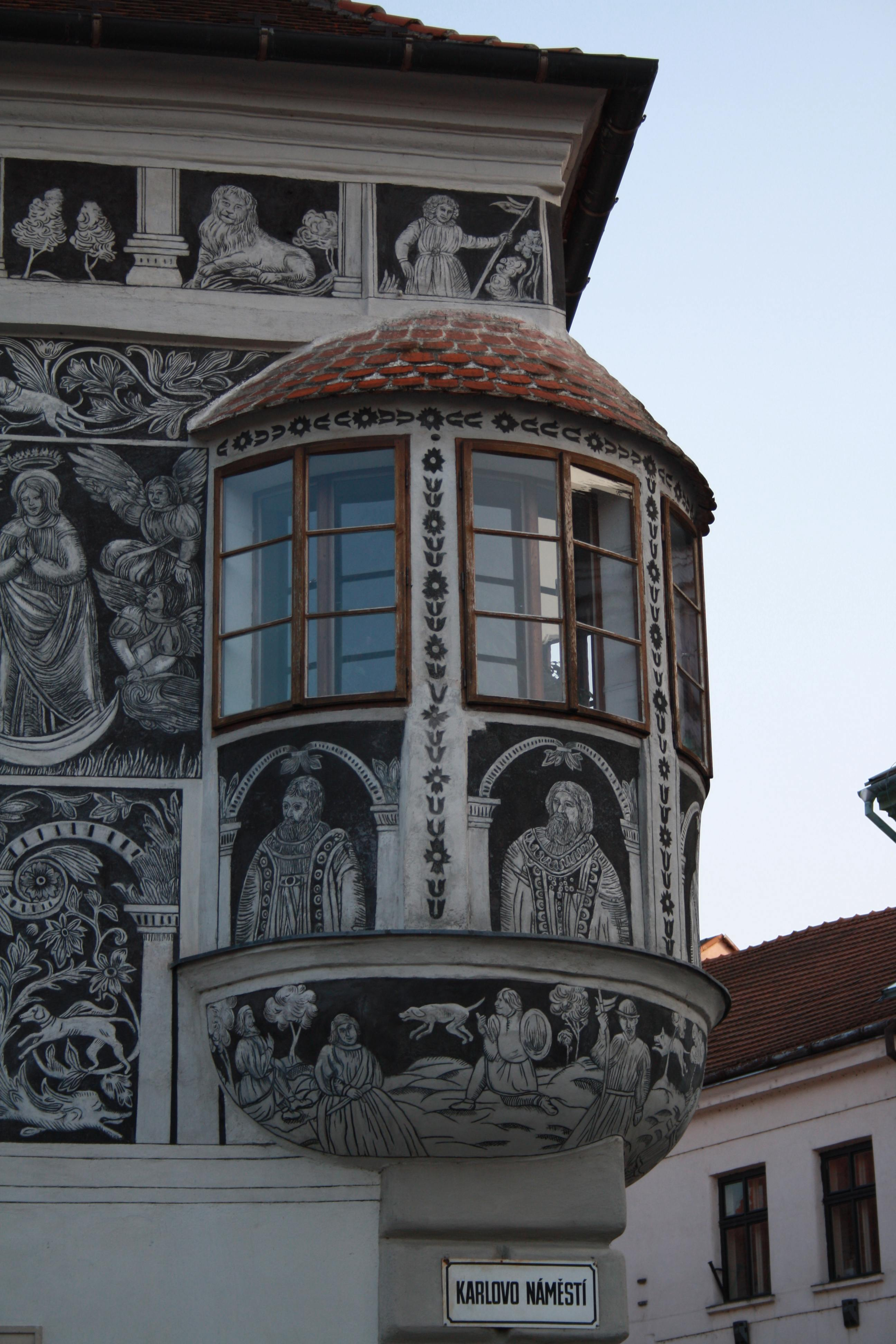
Arkýř se sgrafity

Malovaný dům je renesanční rohový dům se sgrafity na třebíčském Karlově náměstí. Nachází se na jihozápadním rohu Karlova náměstí, při křížení s Hasskovou ulicí. Jeho číslo popisné je 53. V domě je umístěno informační centrum, v roce 1990 v domě bylo i rozhlasové studio, síň pro slavnostní události a také výstavní síň, kde poprvé po roce 1989 vystavoval básník a malíř Ladislav Novák, měl zde výstavu ke svým jubilejním 65. narozeninám. Po sametové revoluci 15 let působil jako kurátor Galerie Malovaný dům Luboš Kressa.
V Galerii Malovaný dům v roce 2016 proběhla výstava třebíčského umělce Miroslava Řídkého, věnována je k jeho nedožitým sedmedesátinám. V Malovaném domě je od roku 2017 umístěn stereoskop Kaiserpanorama, který dřív býval ve stejném místě umístěn. Dříve byl stereoskop uložen od roku 1960 v třebíčském muzeu, nyní bude k dispozici na promítání stereoskopických obrazů. Stereoskop byl upraven a promítání je digitální, iluze však je původní. Ředitel Muzea Vysočiny Jaroslav Martínek uvedl, že uvedení stereoskopu je pro něj splněný sen.
V roce 2018 v Malovaném domě proběhla výstava tvorby Františka Mertla z doby mezi lety 1958 a 2000. V druhé polovině roku se v Galerii Malovaný dům konala výstava Století, náš nekonečný příběh, ta poukazovala na společný stát Čechů a Slováků. V roce 2019 proběhla v Galerii Malovaný dům výstava s názvem Miss Einstein, byla to výstava grafik Jiřího Slívy.
Od listopadu roku 2018 do ledna roku 2019 v Malovaném domě proběhla výstava díla Zdeňka Šplíchala. Od května roku 2020 do srpna téhož roku proběhla výstava fotografií s názvem Josef Březina – půl století hledání.

## Historie

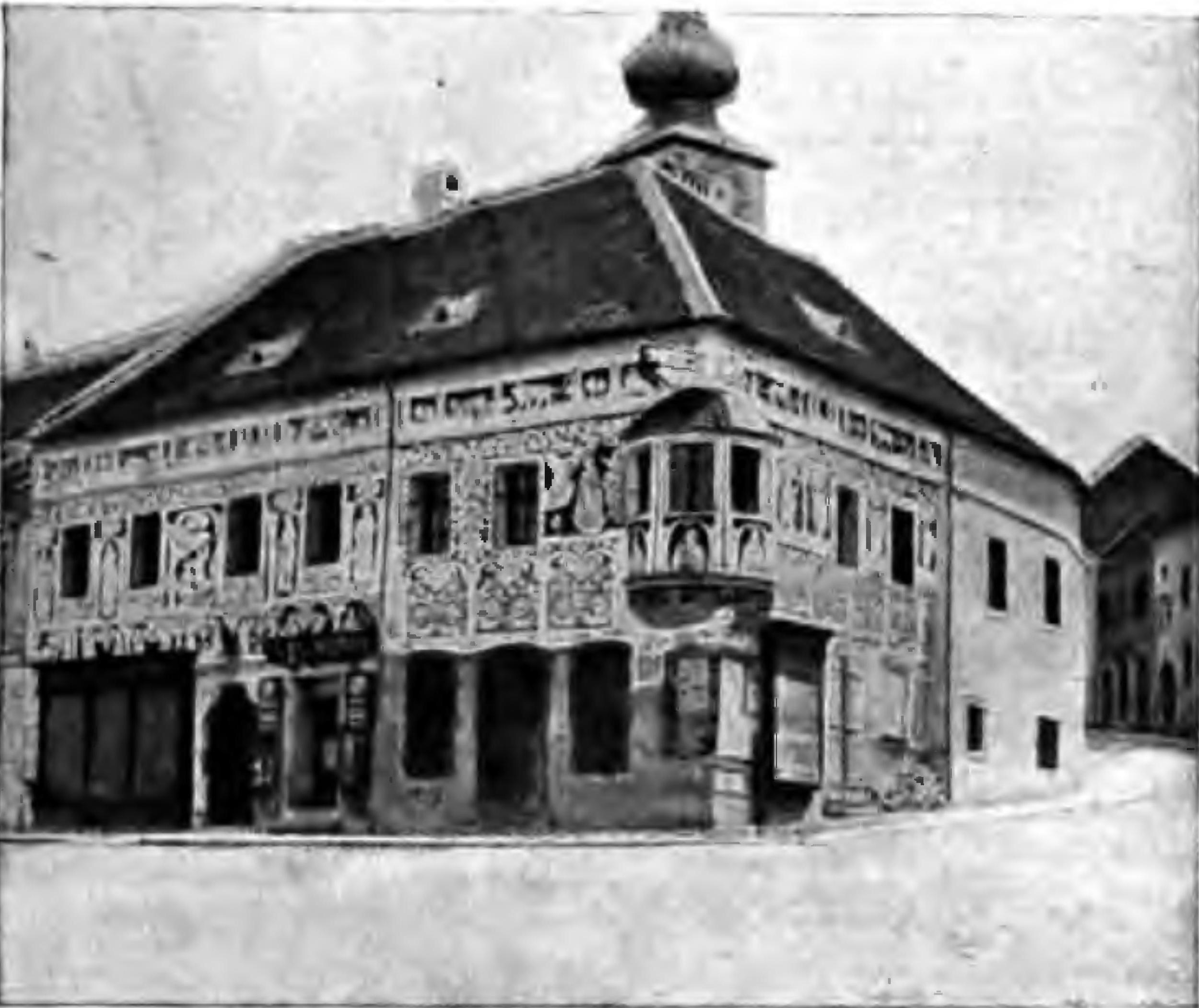
Malovaý dům z počátku 20. století

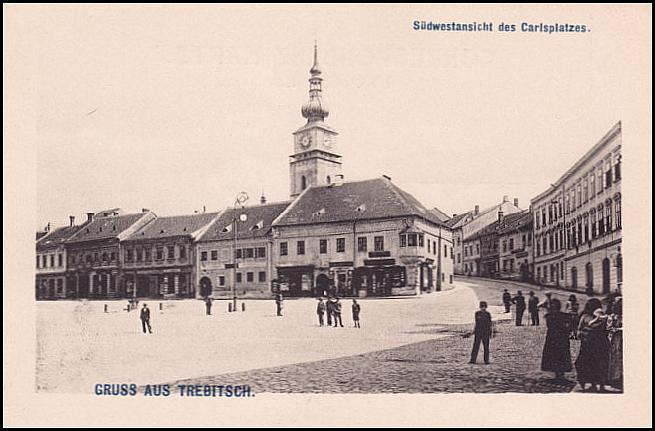
Malovaný dům v roce 1904

Malovaný dům byl postaven koncem 16. století benátským kupcem Francescem Calligardim a sloužil jako obchod s koloniálním zbožím, v roce 1617 byl dům prodán bratrem Francesca Mikulášem do rukou Jana Janka Strážnického, který dům prodal Bolzanům a ti jej později prodali rodu Dominika Bissata, jehož syn se později počeštil tak, že se stal kronikářem městským. Zanedlouho se začalo domu říkat Františkovský dům, v tu dobu již byl pokryt sgrafity. Později byla sgrafita zakryta, obnovena byla až roku 1903 odbornou péčí profesora třebíčského gymnázia Josefa Kozlanského.
V sedmdesátých letech se zdi domu začaly vychylovat do ulice. Na sedm let byl proto uzavřen a opravován. Znovu otevřen byl 30. dubna 1987. Vyčistěna byla i sgrafita. V nově upraveném přízemí našla prostor výstavní síň a naproti bylo v roce 2002 otevřeno informační centrum. V patře je umístěna i obřadní síň.
V roce 2006 bylo promítáno na boční stěnu z protější městské knihovny tablo třídy TLB4 ze Střední průmyslové školy Třebíč.

## Sgrafita
Pod římsou jsou výjevy lovce a vlka, mezi okny jsou biblické postavy. Arkýř je zdoben Pannou Marií se třemi anděly a na boční straně z Hasskovy ulice jsou postavy s loveckou výstrojí. Na levé straně domu je žena hrající na loutnu, Panna Maria a další světské postavy. To vše je orámováno ornamentální výzdobou. Spodní část je zdobena portréty měšťanů.

## Galerie

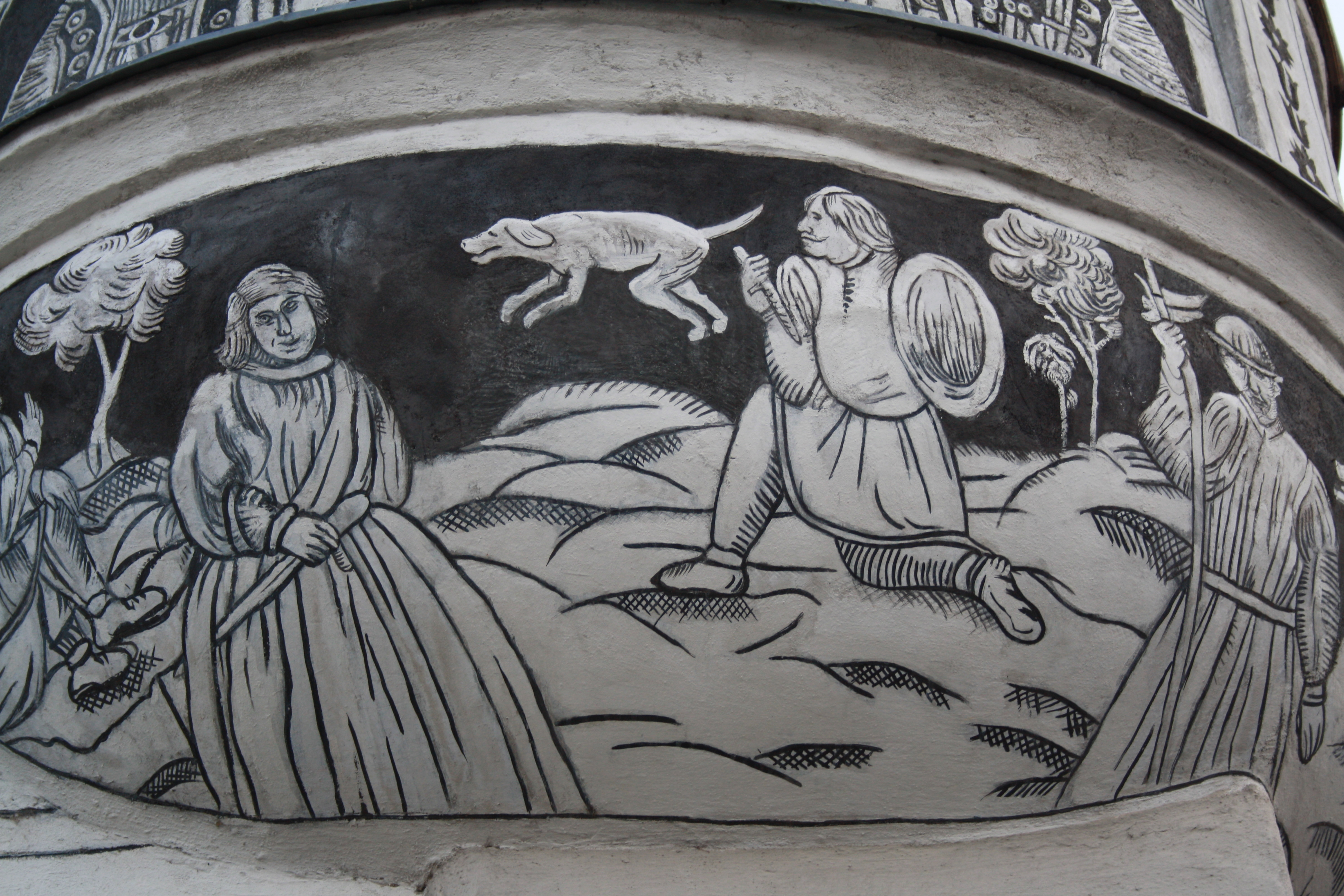
Detail sgrafit na arkýři
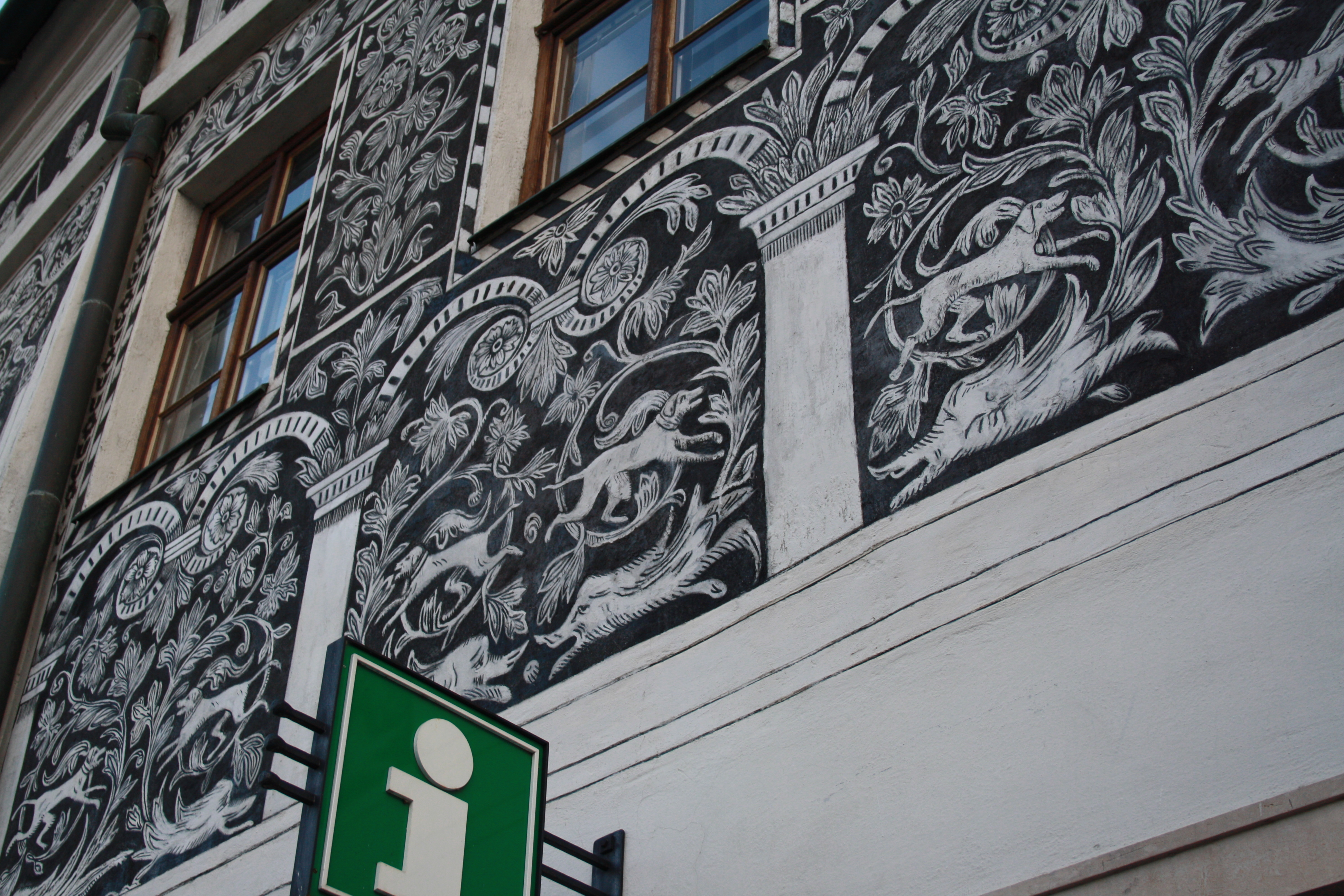
Sgrafita a znak informačního centra
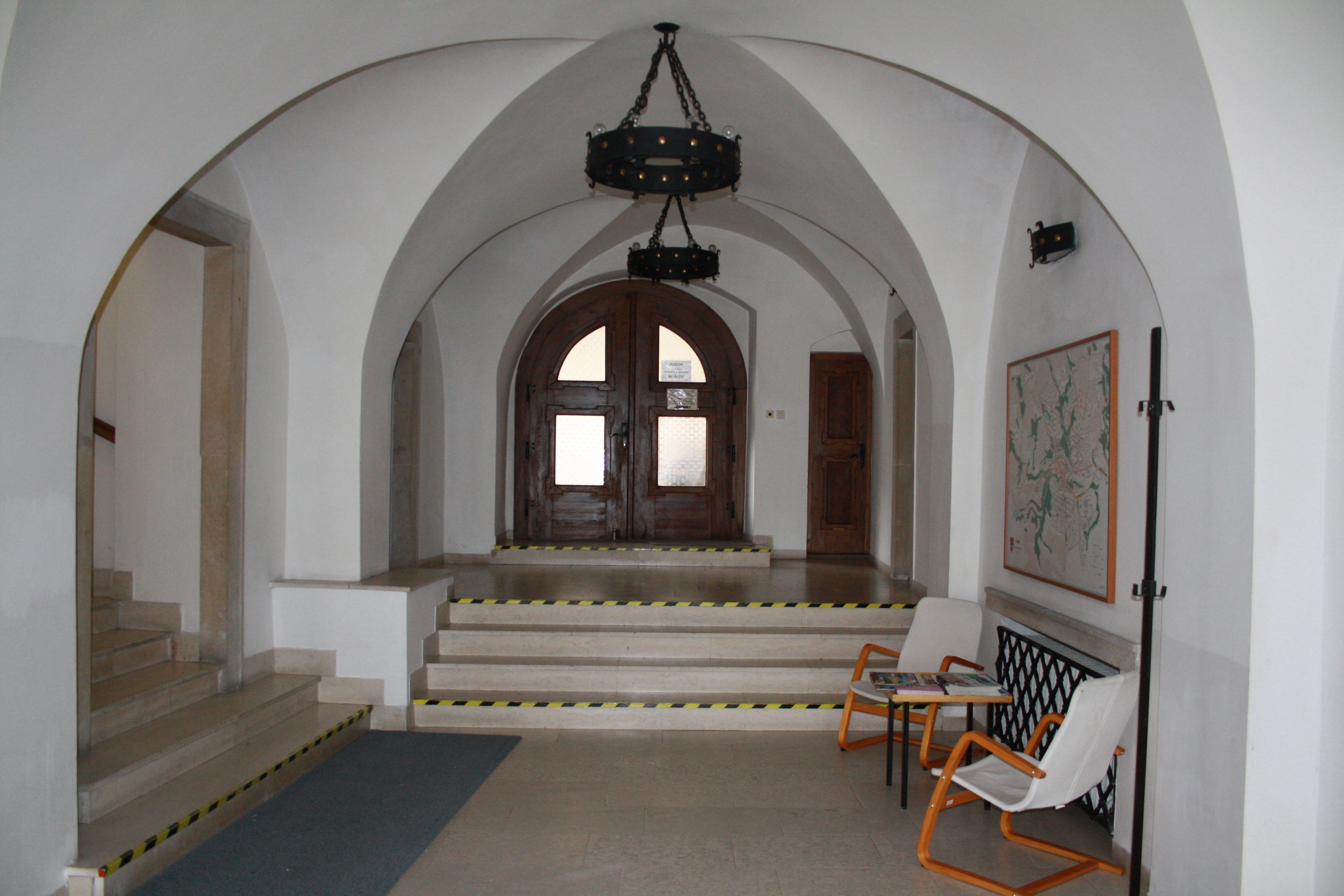
Přízemí budovy s klenutým stropem
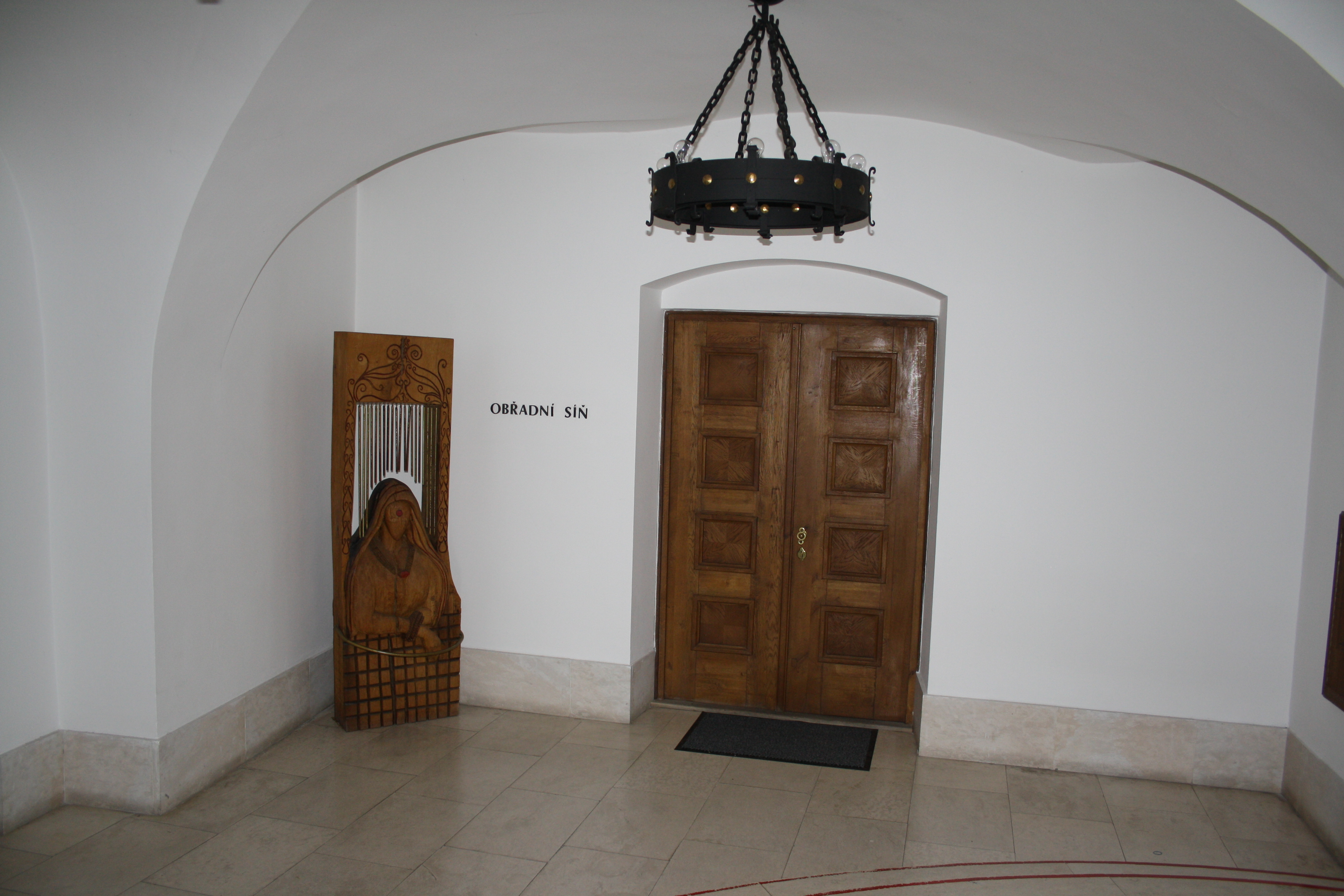
Chodba se vstupem do obřadní síně
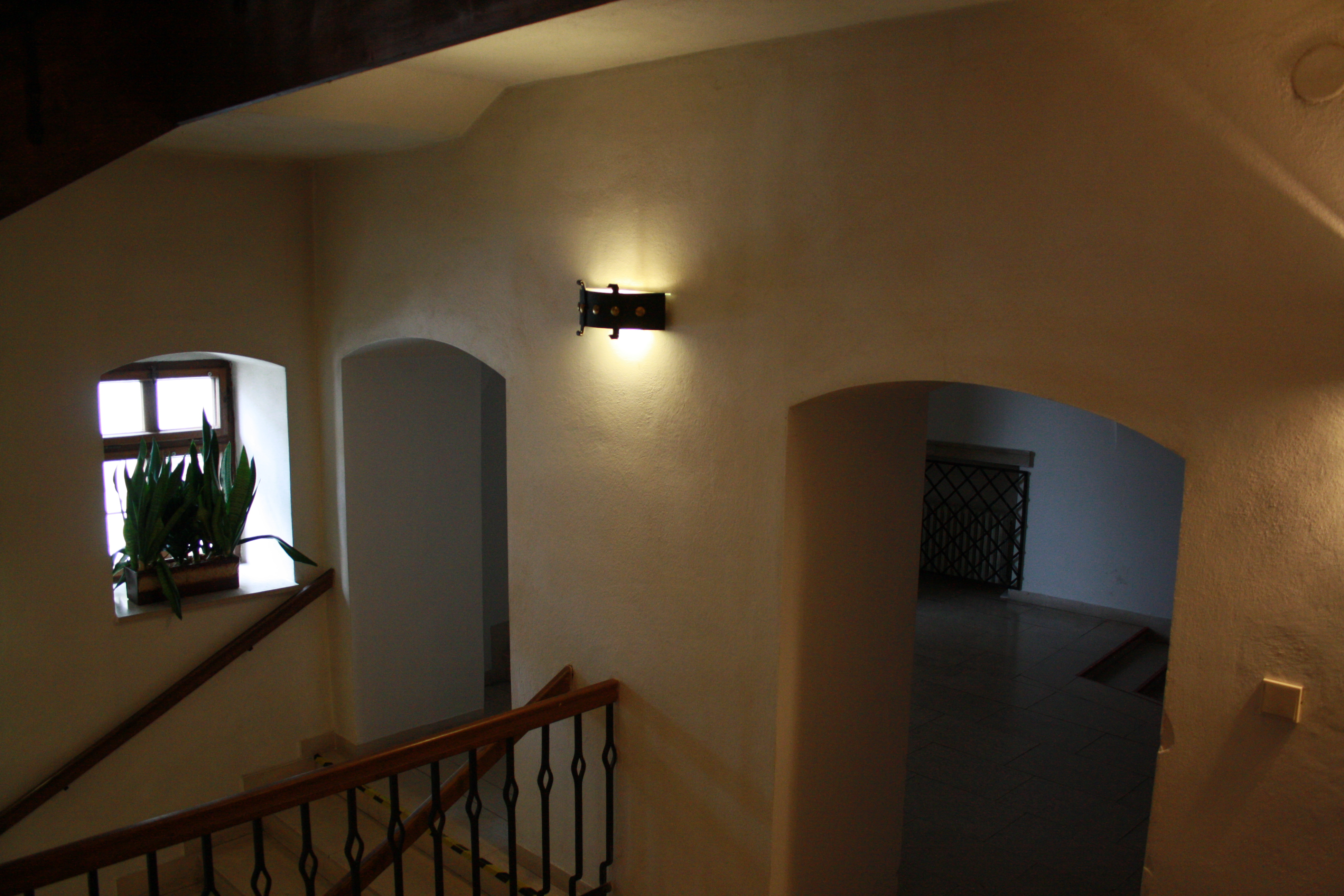
Schody a průchody v Malovaném domě